# The Office Boy's Birthday
The Office Boy's Birthday è un cortometraggio muto del 1913 scritto e diretto da Charles M. Seay.

## Trama
Il giovane Lionel lavora come fattorino in ufficio pieno di belle stenografe che, sebbene in qualche misura affezionate al ragazzo, reagiscono ai suoi scherzi infantili anche in maniera provocante. Lui racconta a tutte che, per il suo compleanno, vorrebbe avere come regalo un orologio. Le ragazze promettono di farglielo avere se lui, nel frattempo, si comporterà bene. Il giorno prima del compleanno, però, Lionel ne combina una delle sue, mettendo di malumore tutte le stenografe. Il ragazzo riuscirà a rimediare insieme a un amico, il fruttivendolo italiano: il loro piano va in porto e l'agognato orologio alla fine finalmente arriva.

## Produzione
Il film fu prodotto dalla Edison Company.

## Distribuzione
Distribuito dalla General Film Company, il film - un cortometraggio di 182,4 metri - uscì nelle sale cinematografiche degli Stati Uniti il 13 gennaio 1913. Venne distribuito anche nel Regno Unito il 19 marzo 1913. Nelle proiezioni, veniva programmato con il sistema dello split reel, accorpato in un'unica bobina con un altro cortometraggio prodotto dalla Edison, il documentario The Lake Geneva Camp of the Y.M.C.A., Lake Geneva, Wis. .
Copie della pellicola sono conservate negli archivi della Library of Congress (Public Archives of Canada/Dawson City collection).